# Paraquedas (álbum)
Paraquedas é o álbum de estreia da dupla sertaneja Matheus & Kauan lançado em 2012 de forma independente. O álbum tem como sucesso a canção "Sete Mares", feita pela própria dupla em homenagem ao falecido pai, e também traz as participações de Gusttavo Lima, Humberto & Ronaldo, Guilherme & Santiago e Luiz Cláudio.

## Faixas
| N.º | Título                                                  | Duração |  |
| 1.  | "Sete Mares"                                            | 3:26    |  |
| 2.  | "Esconderijo"                                           | 2:41    |  |
| 3.  | "Paraquedas" (part. Gusttavo Lima)                      | 2:51    |  |
| 4.  | "Estou Sem Amor"                                        | 2:49    |  |
| 5.  | "Mãos Travessas"                                        | 2:39    |  |
| 6.  | "Você Não Tá Grudada Em Mim" (part. Humberto & Ronaldo) | 2:59    |  |
| 7.  | "O Que é Que Tem a Ver"                                 | 2:51    |  |
| 8.  | "Terceira Dimensão"                                     | 3:05    |  |
| 9.  | "Eu Tentei"                                             | 3:15    |  |
| 10. | "Será Possível" (part. Guilherme & Santiago)            | 2:42    |  |
| 11. | "Entenda de Uma Vez"                                    | 2:45    |  |
| 12. | "Só Pra Te Ver Sorrir"                                  | 2:56    |  |
| 13. | "Se Voltar É Seu"                                       | 2:51    |  |
| 14. | "Pra Que Chorar" (part. Luiz Cláudio)                   | 3:08    |  |
| 15. | "Que Tal"                                               | 2:41    |  |
| 16. | "Cê Tá Pensando o Que?"                                 | 2:59    |  |